# 대한민국의 성
대한민국의 성문화는 전통적이고 보수적인 나라다. 포르노와 성매매 모두 규제하고 있다. 대한민국의 성문화가 보수적인 이유는 유교사상의 영향이 상당히 많이 남아있기 때문이다. 특유의 '남에게 피해를 주기 싫어하는' 문화로 의외로 사람끼리 부대끼는 모습에선 개방적인 성문화가 잘 드러나지 않는 편이며, 또한 대한민국의 성 관련 법도 상당히 보수적인 편이다. 미성년자 성관계도 만13세에서 만16세로 나이를 상향 해버렸다.

## 역사적 관점

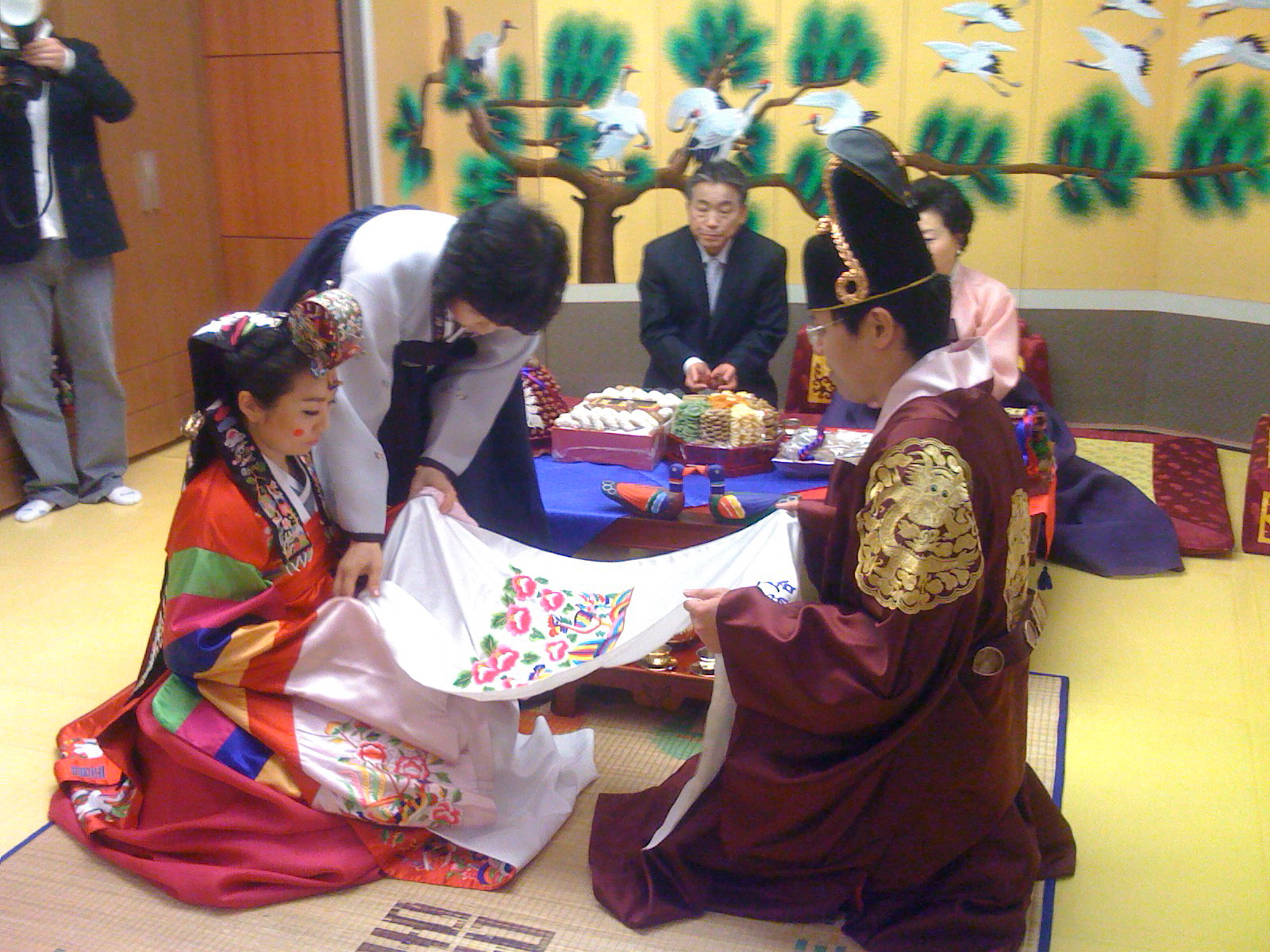
일반적으로 결혼식 이후에 열리는 전통 폐백 의식의 현대적 모습

### 전통적인 여성의 역할
한국 역사상 여성은 소외되어 왔다. 여성은 주요 사회 제도에 참여할 수 없고 결혼, 출산, 이혼 절차에서 권리가 부족하거나, 사회에서 정해진 역할이라는 이유로 차별을 받아왔다. 한국 사회는 특히 역사적으로 유교 제도때문에 가부장적이었다. 여성의 지위는 가족 중 남성의 지위에 달려 있었다. 지배 계급의 여성 만이 같은 계급의 남성과 동일한 특권을 누릴 수 있었다. 남성은 여러 명의 아내를 가질 수 있었지만 여성은 정절을 지킬 것으로 요구되어 남편이 사망해도 미혼 상태를 유지해야했다. 앞서 언급한 사회규범은 조선시대에 시행되기 시작했다. 예를 들어, 재혼 여성의 아들, 손자가 과거 시험 보는 것을 금지함으로써 과부의 정절을 강요했다. 그러나 여성은 재산 상속의 자격이 있었다. 가정 내에서 여성은 가정 재정을 돌보았다. 하층민 여성들은 무당, 민속 치유사, 기생과 같은 직업을 갖기도 했다. 여성 무당이 남성 무당보다 많았고, 여성은 대개 여성 민간 치료사에 의해서만 조사되었다. 1886년 이화학당이 설립되기 전까지 여성들은 학교 교육에서 제외되었다.

### 결혼 제도
고려(918~1392)시대에는 일부일처제를 지지했고, 이혼과 재혼이 흔했다. 그러나 이시기 귀족들은 일부다처제를 행했고, 한 남자는 법적으로 최대 4명의 아내를 가질 수 있었다. 조선(1392~1897)시대에는 일부일처제가 공식 정책으로 확립되었다. 귀족들은 법적으로 첩을 둘 수 있었지만, 15세기 초부터 첩과 함께 태어난 아이들은 사생아로 선언되었고, 1471년부터 과거 응시가 금지되었다. 여성의 재혼은 1447년부터 1897년까지 금지되었다. 성이 같고 혈통이 같은 사람과의 결혼은 금지되었고 오늘날에도 여전히 금지된다.
이 시기에는 조기 결혼이 흔했다. 중매를 통한 조기 결혼이 이뤄졌고, 이는 삼국시대(57 AD-668)까지 거슬러 올라갈 수 있다. 10세 정도의 어린이라면 다른 가족에게 소개될 수 있고, 이는 소년과 소녀 모두에게 해당되었다. 조선 시대 법적 혼인 연령은 남자 15세, 여자 14세였다. 만약 자녀가 가족을 부양해야 한다면 12세에 결혼 할 수 있었다. 일반적으로 사회에서 결혼 연령이 높을수록 부적절한 성행위와 관련이 있다고 믿었다. 이러한 관습은 20세기까지 지속되었다.
2005년 대한민국의 종교

### 종교
한국의 전통적인 성 관념은 유교, 불교, 성리학, 천주교, 개신교의 영향을 받아 왔다. 유교는 7세기에 들어 중요해졌다. 고려 시대의 유교는 국가의 실질적이고 철학적인 구조였으며, 조선 시대에는 공식적인 이념이었다. 성리학은 15세기에 두드러졌다. 유교에서 남성은 양, 여성은 음으로 간주되었다. 양이 음보다 우세한 것으로 간주 되었기 때문에 남성은 비교적 전능하다고 여겨졌고, 여성에 대한 남성의 지배력과 차별을 정당화하였다. 또한 성교는 쾌락의 행위보다 가족에 대한 의무로 간주되었다. 오늘날 인구의 3%만이 유교를 신념 체계로 사용하고 있지만 성 윤리와 형법의 기초로 남아 있다.
불교는 삼국시대에 도입되었다. 고려 시대에 불교는 공식적인 종교였지만 조선 시대에는 영향력을 잃었다. 불교는 사람들에게 성욕을 포함한 모든 욕망을 포기하도록 하기 위해 사용되었고, 많은 종파에서 성행위는 금지되었다. 카톨릭은 17세기 말에 도입되어, 18세기 말 서민들 사이에서 인기를 얻기 시작했다. 카톨릭이 불법화되고 금지되며, 추종자들은 처형되었지만 계속해서 지원받았다. 개신교는 1884년에 도입되었다. 두 종교 모두 여러 지적 운동에 참여하여 동등한 권리를 증진시켰다.

## 성에 대한 정보

### 성교육
조선시대에는 미혼남녀의 성교육이 매우 제한적이었다. 주로 임신과 그에 따른 생식 방법에 초점을 맞춰져 있었다. 결혼한 부부는 출산하기 가장 좋은 날에 대한 정보가 담긴 달력을 받았다. 때때로 신랑이 받기도 했지만, 보통 신부에게만 주어졌다. 자녀를 낳는 것이 의무로 여겨지면서 때로는 가족이 개입하였다. 산전 관리는 중요한 것으로 간주되어 임신 전부터 이루어졌다.
성 문제에 관한 전통적인 정보와 교육의 부족은 현재 서양의 성적 관점과 상충되며 이는 십대 임신과 성적 학대의 증가율을 통해 확인할 수 있다. 1968년 인구보건복지협회가 성교육을 시작했다. 1982년부터 학교와 산업 단지에 청소년 상담센터가 운영되고 있다. 그러나 성에 관련된 공교육은 미흡하다. 성교육은 생리, 임신, 처녀성, 성행위및 성병과 같은 신체 발달 및 성 역할에만 중점을 둔다. 1996년 성교육 프로그램을 개발하기 위해 한국성문화연구원이 설립되었다.

### 비공식 정보원
1990년대 초부터 성교육에 대한 관심이 높아지기 시작했다. 성에 초점을 맞춘 책, 학문적 관심사, 대중 매체가 증가하기 시작했다. 1998년, 텔레비전 성교육 프로그램의 강사가 인기를 얻었다. 1996년과 1997년 한국성문화연구원이 진행한 두 연구에 따르면, 남학생의 37.1%가 음란물을 통해 성에 대해 배웠고 14%는 또래에게 배웠다고 한다. 여학생의 경우 37%가 또래에게 성교육을 받았으며, 25.7%가 학교에서 성교육을 받았다고 한다.

## 성적 행동

### 자위
한국성문화연구원에 따르면 여고생의 70%가 자위 행위가 당연하다고 답했지만, 조사 학생 중 15.2%만이 자위 행위를 했다고 답했으며, 이에 대해 죄책감을 느낀다고 답한 집단이 가장 많았다. 반면 남자 고등학생의 49.9%는 자위 행위를 한다고 답했다. 부모의 경우 75.2%가 자식의 자위 행위에 대해 긍정적이었다.

### 포르노그래피
야동으로 알려진 아마추어 자료들이 존재하며, 심의 없이 포르노물을 제작하는 것은 불법이다. 한국인 대부분이 해외 포르노 특히 일본 포르노를 소비하며, 한국의 인터넷 검열을 피하기 위해 프록시 서버를 사용한다. 해외에서 한국 배우와 함께 촬영한 성인 비디오, 녹화된 섹스캠도 있다. K-pop의 인기는 K-pop 스타들이 이용된, 새로운 포르노 장르인 '딥페이크'를 넘쳐나게 했다.
한 연구에서 질문에 응답한 남성 대학생의 99.5%가 음란물에 노출된 적이 있다고 보고했으며, 99.1%는 이것을 가끔 자위를 위해 사용한다고 했다. 평균적으로 응답자들은 일주일에 1-2번 음란물 보며 자위한다고 했다. 여성의 음란물 이용은 조사되지 않았다. 야오이 소설과 만화는 여성들에 의해 소비된다. 2005년 한국 여성을 대상으로 한 온라인 포르노 잡지 '폭시 러브'가 10 만명 이상의 구독자를 보유한 것으로 알려졌다.

### 할례
한국의 할례율은 2002년 기준 매우 높았지만 (17-19세 그룹에서 90%) 최근 들어 감소했다. 14~29세 남성의 할례율은 75.8%이며, 앞서 언급한 그룹 비율은 74.4 %로 떨어졌다. 할례율의 감소는 새로운 정보의 가용성이 증가했기 때문이라고 추측된다.

### 이성관계

#### 십대
1997년 실시된 설문 조사에서 여고생의 44.4%가 이성애 관계를 가졌다 답했고, 전체 그룹의 7.5%가 성관계를 경험했다고 답했다. 성관계 경험이 있는 그룹 중 38.7%가 강압적으로 당했다고 주장했고, 32.3%가 사랑 때문이라고 답했다. 질 성교를 하지 않은 학생 그룹중 약 절반의 학생이 성관계에 대해 개방적이며, 경험 부족을 기회 부족으로 비난했다. 하지만 학생의 44.7%가 가벼운 키스를, 31.6%가 손을 잡는 것을 데이트에서 허용 가능한 행동으로 받아들였다.
처녀성은 결혼할 때까지 유지되어야 한다는 것이 대부분의 의견이었고, 집단의 88.1%가 그러했다. 남학생을 대상으로 한 설문 조사에서 16.2%가 대부분 여자 친구와 성관계를 경험했다고 답했다 (74.7 %). 남자 고등학생의 65.7%가 혼전 성행위에 대해 긍정적인 태도를 보였지만 성관계 경험이 있는 학생은 7.5%에 불과했다. 전반적으로 20세기 후반 성적 경험을 한 학생의 비율이 증가했다.

#### 성인
1991년에 실시된 20-40세 사이의 성인 남성 설문조사 결과 80% 이상이 이성애 관계를 가진 적이 있는 것으로 나타났다. 이들 중 44.7%는 매춘부와 처음으로 성생활을 경험했다고 답했다. 결혼한 부부를 대상으로 한 연구에 따르면 연구 대상자의 약 절반이 혼전 관계에 대해 부정적으로 생각했다. 일반적으로 여성 배우자들은 혼전 및 혼외 관계에 더 개방적이었다. 관계의 이중 기준은 여성에게 심리적, 육체적 (특히 성적) 스트레스를 유발하는 것으로 가정되었다. 처녀막 재건 수술은 처녀막이 처녀성의 상징으로 높이 평가되기 때문에 한국에서도 인기가 있다.

### 동성애관계
동성애는 한국에서 불법은 아니지만, 명시적으로 허용되지 않는다. 2013년 9월 7일, 국내 최초 첫 동성 결혼이 이루어졌다. 하지만 이 결혼은 법적 구속력이 없다. 해당 커플은 법적으로 이의를 제기할 것을 맹세했다.

## 성범죄

### 성폭행
강간은 징역 7년에서 종신형까지 선고될 수 있다. 강간의 정의엔 부부간 강간 뿐 아니라 피해자로 성인 남성도 포함된다. 2009년 기준 성범죄 공소시효는 6개월이다. 2009년 성범죄 신고, 특히 아동 피해자와 관련된 신고가 증가했다. 2012년 성범죄 신고 건수는 7만7000건에 달했다. 2011년에는 22,034건의 강간 사건이 신고되었다. 1997년 한 연구에 따르면 여고생의 45.5%가 주로 남자 친구들에 의해 성희롱을 당했다고 했다. 이러한 통계는 실제 사례를 정확히 반영한 것으로 간주되지 않는다. 여성가족부가 2010년에 실시한 설문조사에 따르면 전체 성폭력 사건의 약 10%만이 보고되었다고 한다.
2004년 밀양 강간 사건은 피해자 비난 등 경찰 간부들의 학대로 논란을 빚었다. 이러한 학대는 결국 2008년 대법원의 경찰에 대한 판결로 이어졌다. 여성가족부와 한국성폭력구제센터가 운영하는 강간위기센터가 있다.

### 성매매
한국에서는 모든 성매매를 불법으로 간주하며, 최근에는 성폭력특별법으로 엄격하게 법으로 금지하고 있다. 한국 그리고 외국 여성들뿐 아니라 소녀들은 한국에서 성매매를 당한 피해를 당하는 상황도 있었다. 그들은 전국의 매춘 업소, 기업, 주택, 호텔 및 기타 장소에서 강간 당하고 신체적, 정신적으로 피해를 입는다.

### 매춘
한국에서 매춘은 불법이지만 한국여성개발원에 따르면, 2007년 한국의 성매매는 14조원(130억 달러)으로, 한국 국내 총생산의 약 1.6퍼센트에 달하는 것으로 추정됐다.

### 간통
1953년부터 2015년까지 간통죄는 간음자와 배우자 모두에게 최대 2년의 징역형이 선고됐다. 2015년 2월 헌법재판소는 이 법을 뒤집었다.

## 같이 보기
- 제주러브랜드